# Борисов Дмитро Дмитрович
Дмитро Дмитрович Борисов (нар. 15 серпня 1985, Чернівці, Українська РСР, СРСР) — російський журналіст, ведучий «Першого каналу», радіоведучий «Ехо Москви», активний діяч Рунету, продюсер документальних проектів, генеральний продюсер компанії «Перший канал. Всесвітня мережа» (з 2015 року), ведучий програми «Нехай говорять» (з 2017 року). Лауреат індустріальної телевізійної премії «ТЕФІ» (2016, 2017).

## Біографія
Дмитро Борисов народився в Чернівцях. Дитинство провів у Паневежисі (Литовська РСР), а в школу пішов у Москві.
Закінчив у 2007 році історико-філологічний факультет Російського державного гуманітарного університету, отримав диплом філолога, фахівця з історії, культури та літературі Росії та Німеччини. Профільно займається французькою драматургією. Після закінчення вузу вступив до аспірантури РДГУ.

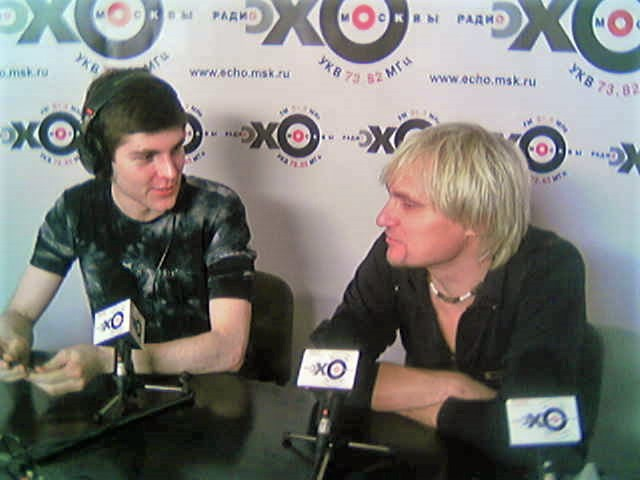
Дмитро Борисов та Олег Скрипка на радіостанції «Ехо Москви». Січень 2006.

З 16 років Дмитро Борисов працював на радіостанції «Ехо Москви», куди потрапив після звернення до головного редактора з концепцією своєї передачі. Перший досвід отримав у службі інформації (спочатку редактором, потім — ведучим новин), крім того, вів разом з Олександром Плющовим нічну музичну програму «Срібло», пізніше перетворену у вечірню програму «Аргентум», а потім — в «Попутники». Крім цього, їздив у відрядження — від «Євробачення» до Беслана.
У березні 2006 року був запрошений на «Перший канал» в якості ведучого спочатку ранкових, а потім денних і вечірніх випусків новин. 9 травня 2008 року в парі з Юлією Панкратовою коментував у прямому ефірі трансляцію святкового параду на Червоній площі на «Першому каналі».
З літа 2011 по серпень 2017 року вів інформаційну програму «Час». З 29 серпня 2011 р. по 5 серпня 2017 року вів великі «Вечірні новини» о 18:00. 29 вересня 2013 року був одним з основних ведучих благодійного телемарафону «Всім світом», присвяченого допомоги постраждалим від повені на Далекому Сході.
Дмитро Борисов був одним з факелоносців естафети олімпійського вогню зимових Олімпійських ігор 2014 року на її етапі в Москві. В лютому 2014 року представляв випуски «Новин» і програми «Час» олімпійського Сочі в складі олімпійської команди «Першого каналу». Згодом 7 лютого 2015 року в новинної студії провів марафон «Перший Олімпійський. Рік після ігор».
З жовтня 2015 року є генеральним продюсером ЗАТ (з січня 2017 — АТ) «Перший канал. Всесвітня мережа», яка займається розвитком і зміцненням позицій «Цифрового Телесімейства» Першого, що об'єднує тематичні канали «Будинок кіно», «Будинок кіно Преміум», «Бобер», «Музика Першого», «Час» і «Телекафе».
15 червня 2017 року як основний ведучий в парі з Тетяною Ремезовою брав участь у програмі «Пряма лінія з Путіним».
З 14 серпня 2017 року — ведучий ток-шоу «Нехай говорять» на «Першому каналі» замість Андрія Малахова.
У Живому журналі веде блог . Активний користувач «Твіттера» (ім'я: @ddb1 [Архівовано 22 вересня 2018 у Wayback Machine.]).

## Родина та особисте життя
Батько — Дмитро Петрович Бак (нар. 1961), російський філолог, літературний критик, журналіст, перекладач, професор Російського гуманітарного університету, директор Державного музею історії російської літератури імені В. І. Даля (Державного літературного музею; з 2013 року). Мати — Олена Борисівна Борисова, філологиня, в різний час працювала в РДГУ та в Гнесінському училищі.

## Нагороди та номінації
- Подяка Президента Російської Федерації (23 квітня 2008) — «за інформаційне забезпечення та активну громадську діяльність щодо розвитку громадянського суспільства в Російській Федерації»[18].
- 2008 рік — премія Першого каналу як найкращий ведучий телесезону[19].
- 2010 рік — фіналіст премії «ТЕФІ 2010» в номінації «Ведучий інформаційної програми».
- 2011 рік — лауреат премії «Блог Рунета» (кращий мікроблог журналіста: @ddb1 [Архівовано 22 вересня 2018 у Wayback Machine.])[20].
- 2011 рік — фіналіст премії «ТЕФІ 2011» в номінації «Ведучий інформаційної програми».
- 2014 рік — Медаль ордена «За заслуги перед Вітчизною» I ступеня за внесок у підготовку та проведення XXII Олімпійських зимових ігор в Сочі[21][22].
- 2014 рік — фіналіст премії «ТЕФІ 2014» в номінації «Ведучий інформаційної програми».
- 2015 рік — фіналіст премії «ТЕФІ 2015» в номінації «Ведучий інформаційної програми».
- 2016 рік — лауреат премії «ТЕФІ 2016» у номінації «Ведучий інформаційної програми»[23].
- 2017 рік — лауреат премії «ТЕФІ 2017» в номінації «Ведучий інформаційної програми»[24].